# Anna Comnena (nata nel 1447)
Anna Mega Comnena (in greco Άννα Μεγάλη Κομνηνή?, Anna Megalē Komnēnē; Trebisonda, 1447 – Costantinopoli, dopo il 1463) è stata una principessa bizantina, figlia dell'ultimo imperatore di Trebisonda, Davide II di Trebisonda e della moglie Elena Cantacuzena.
Nota anche come Anna Hatun (in turco ottomano: آنا فاتنة), divenne una delle consorti del sultano ottomano Mehmed II il Conquistatore.

## Biografia
Un'unione fra il sultano Mehmed II e Anna era stata inizialmente proposta dal padre di lei dopo la Caduta di Costantinopoli, ma il sultano rifiutò. 
Tuttavia, nel 1461, dopo aver conquistato Trebisonda, Mehmed aggiunse Anna al suo harem, dove prese il nome, in stile ottomano, di Anna Hatun. Tuttavia, non la sposò mai legalmente malgrado il suo status di nobile e donna libera ed è improbabile che l'unione sia mai stata consumata (ormai da molto tempo era tradizione per i sultani non consumare le unioni con donne nobili), facendo di Anna più una "nobile ospite" che una consorte. 
Nel 1463 il padre di Anna, Davide, venne scoperto in corrispondenza con Uzun Hasan e sua moglie Teodora Despina Khatun (figlia di Giovanni IV, fratello di Davide), formalmente nemici di Mehmed. Lo scambio epistolare venne denunciato al sultano da Giorgio Amiroutzes, e questo fornì a Mehmed una giustificazione sufficiente per fare imprigionare Davide insieme ai suoi figli e nipoti, nel marzo 1463. Il 1º novembre 1463 a Costantinopoli, Davide, insieme a suo nipote Alessio (figlio di Alessandro di Trebisonda, fratello di Davide, e Maria Gattilusio, che venne in seguito aggiunta all'harem di Mehmed II) ed a tre dei suoi figli, fu decapitato. In seguito, la figlia di Mehmed, Gevherhan Hatun, sposò Ughurlu Muhammad, il figlio di Uzun Hasan. Il loro figlio, Ahmad Beg, sposò Aynişah Sultan, figlia di Bayezid II e nipote di Mehmed.  
Nello stesso anno Mehmed diede Anna in sposa a Zagan Pascià, che in precedenza era stato sposato con sua sorella Fatma Hatun, in cambio della mano della figlia di questi, Hatice Hatun. 
Le fonti qui divergono: alcune dicono che Anna si rifiutò di diventare musulmana e suo marito Zagan la uccise, altre che si sia sposata con Elvanbeyzade Sinan Bey dopo il la morte di Zagan o il divorzio da lui.
Anna morì quindi dopo il 1463, ma non si sa quando e dove sia sepolta.

## Ascendenza
|                               |                    |                            | Genitori             |  |  | Nonni |  |  | Bisnonni                  |  |  | Trisnonni                 |  |
|                               |                    |                            |                      |  |  |       |  |  | Manuele III di Trebisonda |  |  | Alessio III di Trebisonda |  |
|                               |                    |                            |                      |  |  |       |  |  | Manuele III di Trebisonda |  |  | Alessio III di Trebisonda |  |
|                               |                    | Teodora Cantacuzena        |                      |  |  |       |  |  | Manuele III di Trebisonda |  |  |                           |  |
| Alessio IV di Trebisonda      |                    |                            |                      |  |  |       |  |  | Manuele III di Trebisonda |  |  |                           |  |
|                               |                    | Gulkhan-Eudocia di Georgia | Davide IX di Georgia |  |  |       |  |  |                           |  |  |                           |  |
|                               |                    | Gulkhan-Eudocia di Georgia | Davide IX di Georgia |  |  |       |  |  |                           |  |  |                           |  |
|                               |                    | Gulkhan-Eudocia di Georgia | Sindukhtar Jaqeli    |  |  |       |  |  |                           |  |  |                           |  |
| Davide II di Trebisonda       |                    | Gulkhan-Eudocia di Georgia |                      |  |  |       |  |  |                           |  |  |                           |  |
|                               |                    | …                          | …                    |  |  |       |  |  |                           |  |  |                           |  |
|                               |                    | …                          | …                    |  |  |       |  |  |                           |  |  |                           |  |
|                               |                    | …                          | …                    |  |  |       |  |  |                           |  |  |                           |  |
| Teodora Cantacuzena           |                    | …                          |                      |  |  |       |  |  |                           |  |  |                           |  |
|                               |                    | …                          | …                    |  |  |       |  |  |                           |  |  |                           |  |
|                               |                    | …                          | …                    |  |  |       |  |  |                           |  |  |                           |  |
|                               |                    | …                          | …                    |  |  |       |  |  |                           |  |  |                           |  |
| Anna Comnena                  |                    | …                          |                      |  |  |       |  |  |                           |  |  |                           |  |
|                               | Matteo Cantacuzeno | Giovanni VI Cantacuzeno    |                      |  |  |       |  |  |                           |  |  |                           |  |
|                               | Matteo Cantacuzeno | Giovanni VI Cantacuzeno    |                      |  |  |       |  |  |                           |  |  |                           |  |
|                               | Matteo Cantacuzeno | Irene Asanina              |                      |  |  |       |  |  |                           |  |  |                           |  |
| Teodoro Paleologo Cantacuzeno | Matteo Cantacuzeno |                            |                      |  |  |       |  |  |                           |  |  |                           |  |
|                               |                    | Irene Paleologa            | Demetrio Paleologo   |  |  |       |  |  |                           |  |  |                           |  |
|                               |                    | Irene Paleologa            | Demetrio Paleologo   |  |  |       |  |  |                           |  |  |                           |  |
|                               |                    | Irene Paleologa            | Teodora Comnena      |  |  |       |  |  |                           |  |  |                           |  |
| Elena Cantacuzena             |                    | Irene Paleologa            |                      |  |  |       |  |  |                           |  |  |                           |  |
|                               |                    | Giovanni Uroš              | Simeon Uroš          |  |  |       |  |  |                           |  |  |                           |  |
|                               |                    | Giovanni Uroš              | Simeon Uroš          |  |  |       |  |  |                           |  |  |                           |  |
|                               |                    | Giovanni Uroš              | Tommasa Orsini       |  |  |       |  |  |                           |  |  |                           |  |
| Elena Ouresina Doucaina       |                    | Giovanni Uroš              |                      |  |  |       |  |  |                           |  |  |                           |  |
|                               |                    | N. Radoslava               | Radoslav Hlapen      |  |  |       |  |  |                           |  |  |                           |  |
|                               |                    | N. Radoslava               | Radoslav Hlapen      |  |  |       |  |  |                           |  |  |                           |  |
|                               |                    | N. Radoslava               | …                    |  |  |       |  |  |                           |  |  |                           |  |
|                               |                    | N. Radoslava               |                      |  |  |       |  |  |                           |  |  |                           |  |